# سلاتینا، اوب
سلاتینا (صربی: Slatina یک روستا در صربستان است که در Ub Municipality واقع شده‌است. سلاتینا ۹٫۹۶ کیلومتر مربع مساحت و ۳۴۵ نفر جمعیت دارد و ۱۸۵ متر بالاتر از سطح دریا واقع شده‌است.